# Região Geográfica Imediata de Floriano
A Região Geográfica Imediata de Floriano é uma das 19 regiões imediatas do estado brasileiro do Piauí, uma das 3 regiões imediatas que compõem a Região Geográfica Intermediária de Floriano e uma das 509 regiões imediatas no Brasil, criadas pelo IBGE em 2017. É composta de 13 municípios. Os municípios estão  divididos entre os territórios piauienses de Tabuleiros do Alto Parnaíba e Vale dos Rios Piauí e Itaueiras. .